# Letjärnen (Sunne socken, Värmland)
Letjärnen är en sjö i Sunne kommun i Värmland och ingår i Göta älvs huvudavrinningsområde. Sjöns area är 0,038 kvadratkilometer och den är belägen 233 meter över havet.